# EMate 300
eMate 300 (eller Newton eMate 300) er en bærbar computer introduceret i 1997 som en konkurrent til PALM og Microsoft Pda'er.
Den blev dog kritiseret for at være en stor, klodset, "bærbar" computer og fik derfor begrænset succes. [kilde mangler]